# Caroline Schreiber
Caroline Schreiber (* 1962 in München) ist eine deutsche Schauspielerin und Hörspielsprecherin.

## Leben
Caroline Schreiber besuchte von 1982 bis 1985 die Essener Folkwang Universität der Künste, die sie mit dem Diplom abschloss. Zwischen 1988 und 2001 war sie an verschiedenen deutschen Bühnen engagiert, so am Nationaltheater Mannheim, am Schauspiel Köln oder am Staatstheater Hannover, wo sie mit Regisseuren wie Nicolas Brieger, Klaus Emmerich, Bruno Klimek und Johann Kresnik arbeitete. In den Folgejahren wirkte sie u. a. in Köln am Gloria-Theater und am Theater Tiefrot sowie am Schauspielhaus Berlin. Seit 2012 spielt Schreiber gastweise an den Städtischen Bühnen Osnabrück.
Daneben ist Caroline Schreiber umfangreich für Film und Fernsehen tätig und steht seit dem Jahr 2000 regelmäßig vor der Kamera. So war sie u. a. in mehreren Tatort-Folgen zu sehen und hatte Gastrollen in bekannten Serien wie Ein Fall für zwei, Die Rosenheim-Cops oder München 7. 2005 besetzte Hans W. Geißendörfer Schreiber in seiner Verfilmung von Schneeland nach dem gleichnamigen Roman von Elisabeth Rynell.
Vielfältig sind auch Schreibers Arbeiten für den Hörfunk, wo sie seit 1990 in zahlreichen Produktionen verschiedener Sender – überwiegend des Westdeutschen Rundfunks – mitgewirkt hat, z. B. in Hörspielfassungen von Michael Endes Jim Knopf und Lukas der Lokomotivführer und Die unendliche Geschichte oder Cleopatra nach einem mit dem Gouden Strop ausgezeichneten Kriminalroman des niederländischen Schriftstellers Felix Thijssen.
Darüber hinaus arbeitet Caroline Schreiber als Kommunikationstrainerin. So hatte sie u. a. einen Lehrauftrag an der Universität Köln und leitete Seminare an der Hochschule Offenburg und der HTW Chur.
Caroline Schreiber lebt in Köln. Im Dokumentarfilm Freiheit im Herzen – Lasst es uns eilig haben, menschlich zu sein, bei dem ihre Tochter Roxana Samadi Regie führte, wirkte sie als Protagonistin mit.

## Filmografie (Auswahl)
- 2000: Die Verbrechen des Professor Capellari (Fernsehserie, Folge: Das Traumhaus)
- 2000: Tatort: Kleine Diebe (Fernsehreihe)
- 2001: Lindenstraße (Fernsehserie, 2 Folgen)
- 2001–2008: Ein Fall für zwei (Fernsehserie, 3 Folgen, verschiedene Rollen)
- 2002: Der Felsen
- 2003: Ein Fall für zwei – Die Staatsanwältin
- 2003: Tatort: Stiller Tod
- 2004–2016: München 7 (Fernsehserie, 8 Folgen)
- 2004: Der Elefant – Mord verjährt nie (Fernsehserie, 1 Folge)
- 2005: Schneeland
- 2005–2017: Alarm für Cobra 11 – Die Autobahnpolizei (Fernsehserie, 2 Folgen, verschiedene Rollen)
- 2005: Plötzlich berühmt
- 2006: Die Camper (Fernsehserie, Folge: Haarige Sache)
- 2006: Tatort: Das letzte Rennen
- 2006: Die Sitte (Fernsehserie, 1 Folge)
- 2006: Die Familienanwältin (Fernsehserie, Folge: Hinter dem Spiegel)
- 2007: Contergan
- 2007: Meine böse Freundin
- 2008: Tatort: Müll
- 2009: Die Rosenheim-Cops (Fernsehserie, Folge: Ottos letzter Sieg)
- 2009: Salami Aleikum
- 2009–2013: SOKO München (Fernsehserie, 2 Folgen, verschiedene Rollen)
- 2010: Countdown – Die Jagd beginnt (Fernsehserie, 1 Folge)
- 2010: Das Glück kommt unverhofft
- 2001: Heiter bis tödlich: Nordisch herb (Fernsehserie, Folge: Der Puppenspieler)
- 2012: Der letzte Bulle (Fernsehserie, 1 Folge)
- 2013: Houston
- 2014: Die Mamba
- 2014: Besondere Schwere der Schuld
- 2014: Danni Lowinski (Fernsehserie, Folge: Zwangspension)
- 2015: SOKO Wismar (Fernsehserie, Folge: Dolce Vita)
- 2015: Tatort: Wer bin ich?
- 2018: Alles was zählt (Fernsehserie, 2 Folgen)
- 2018: Bettys Diagnose (Fernsehserie, 1 Folge)
- 2019: Morgen sind wir frei
- 2021: Sugarlove
- 2021: Peterchens Mondfahrt
- 2023: Marie Brand und die Ehrenfrauen
- 2023: Der Staatsanwalt (Fernsehserie, Folge: Flüchtige Spuren)
- 2024: Sieben Tage (Haft Rooz)
- 2025: WaPo Duisburg (Fernsehserie, 1 Folge)
- 2025–: Rote Rosen (Fernsehserie)

## Hörspiele (Auswahl)
- 1990: Die vergangene Zukunft – Regie: Andreas Weber-Schäfer
- 1991: Der Kochtopf  – Regie: Heidrun Nass
- 1992: Die Beichte – Regie: Sigurd König
- 1995: Schon wieder ein Rasenmähermord – Regie: Klaus-Dieter Pittrich
- 1999: Die Speed-Queen – Regie: Leonhard Koppelmann
- 1999: Das Quartett – Regie: Matthias Kunkel
- 1999: Twilight L.A. – Regie: Ali N. Askin
- 2000: Zauberin Natur – Verwandlungen (10 Teile) – Regie: Petra Feldhoff
- 2000: Hallo Schätzchen, bist du da – Regie: Thomas Werner
- 2000: Das Schweigen der Mailbox – Regie: Jörg Schlüter
- 2002: Cleopatra – Regie: Norbert Schaeffer
- 2003: Das Herz von Jayne Mansfield – Regie: Petra Feldhoff
- 2003: Außer Rufweite – Regie: Christoph Pragua
- 2003: King of Pain – Regie: Jörg Schlüter
- 2004: Klangkunst im Vorfeld. Die vergessenen akustischen Konzeptionen von Joseph Beuys und Wolf Vorstell – Regie: Rolf Mayer
- 2005: Tom und die anderen – Regie: Susanne Krings
- 2005: Tiefe Wasser – Regie: Martin Zylka
- 2005: 36 dramatische Situationen im Leben des Georg Polti – Regie: Petra Feldhoff
- 2005: Der Schatten des Windes (3 Teile) – Regie: Martin Zylka
- 2006: Schieß mich zum Mars, Liebling – Regie: Leonhard Koppelmann
- 2006: Flugrausch – Regie: Thomas Blockhaus
- 2007: Neues von Herrn Bello (4 Teile) – Regie: Petra Feldhoff
- 2007: Die Kennedy-Münze – Regie: Thomas Leutzbach
- 2007: Trolle nach Irland (4 Teile) – Regie: Burkhard Ax
- 2007: Schnappschuss – Regie: Thomas Blockhaus
- 2008: Hollywood Shootout – Regie: Petra Feldhoff
- 2008: Trolle nach Island (4 Teile) – Regie: Burkhard Ax
- 2008: Ein genialer Hund oder Der Sprechapparat – Regie: Thomas Werner
- 2009: Terrorspiele – Regie: Fabian von Freier und Andreas von Westphalen
- 2009: Wie aus Pille doch noch ein berühmter Pirat wurde (4 Teile) – Regie: Thomas Werner
- 2009: Jim Knopf und Lukas der Lokomotivführer – Regie: Petra Feldhoff
- 2010: Loop – Regie: Thomas Leutzbach
- 2011: Die Herrenaustatterin – Regie: Petra Feldhoff
- 2011: Rette sich, wer kann – Regie: Martin Zylka
- 2012: Der Mann im Mond – Regie: Thomas Werner
- 2012: Elena weiß Bescheid – Regie: Angeli Backhausen
- 2012: Ganz in meiner Haut – Jörg Schlüter
- 2013: Geraubte Haut – Regie: Claudia Johanna Leist
- 2013: Das Hibernat – Regie: Jörg Schlüter
- 2013: Herr Luigi oder Die Geschichte vom komischen Hut – Regie: Thomas Werner
- 2014: Die unendliche Geschichte – Regie: Petra Feldhoff
- 2015: Wer auch immer – Regie: Angeli Backhausen
- 2024: The Belles. Fantasy-Hörspiel-Serie nach Dhonielle Clayton, Hörspiel, WDR

## Auszeichnungen
- 1992: Arnold-Petersen-Nachwuchsförderpreis der Stadt Mannheim[2]